# Собор Михаила Архангела (Сочи)
Собо́р Свято́го Архистрати́га Арха́нгела Михаи́ла — православный храм в Центральном районе Сочи, старейший храм города. Относится к Сочинской епархии Русской православной церкви.

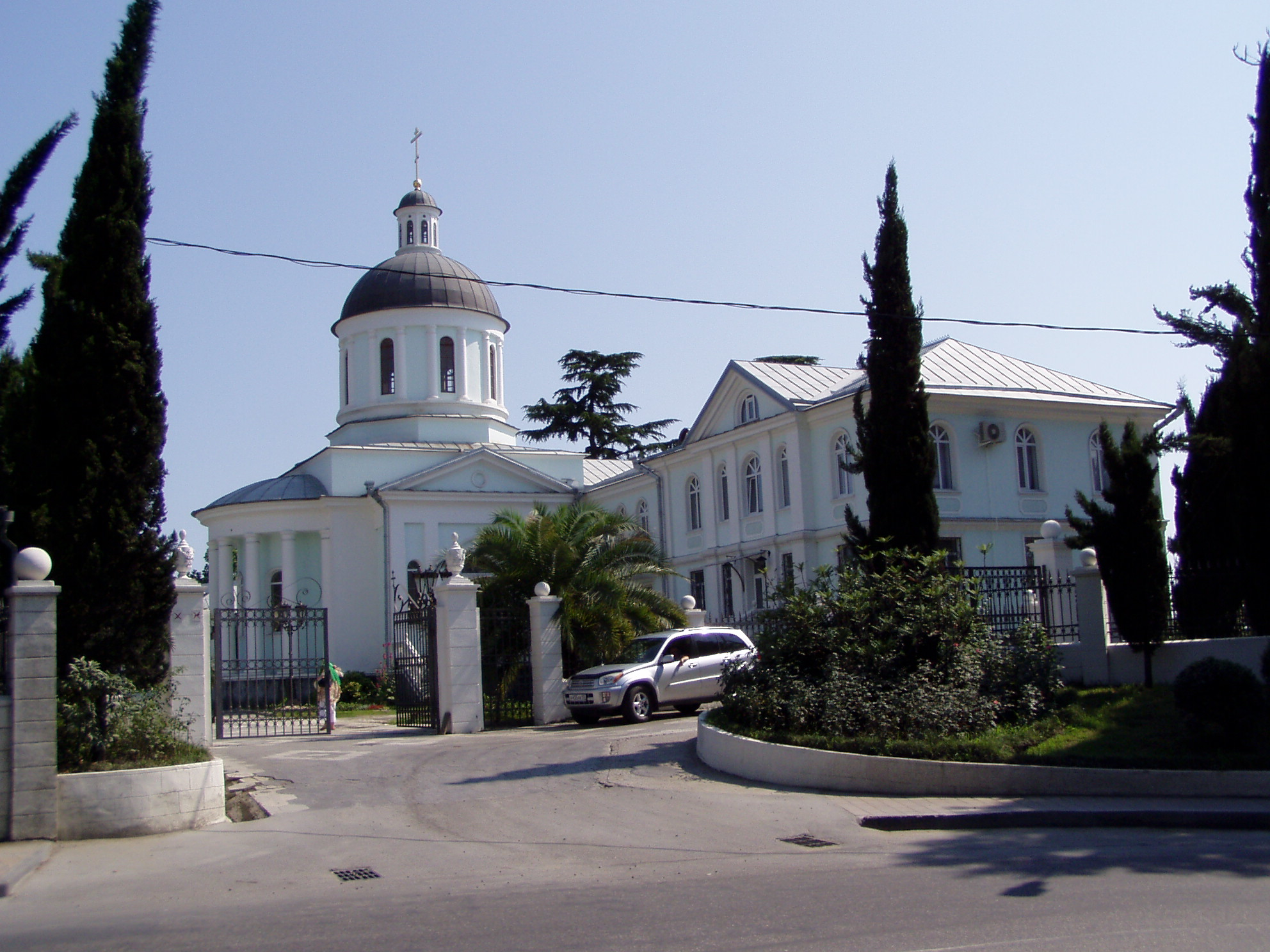
Крещальня Иверской иконы Божией Матери в Сочи

## История

### Строительство, начало XX века

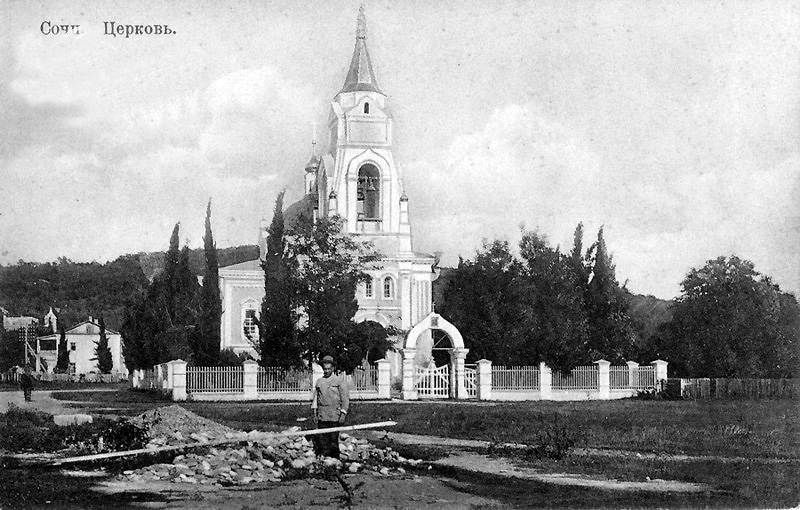
Собор Михаила Архангела в начале XX века

Первый православный храм на территории Черноморского округа был воздвигнут в память окончания Кавказской войны (1864). 
Начало сооружения собора связывают с прямым указанием Великого князя наместника Кавказа Михаила Николаевича. Заметную роль в организации строительства сыграл начальник Черноморского округа генерал Дмитрий Пиленко. Возводился храм на территории бывшего Навагинского укрепления в Даховском посаде. В качестве строителя собора выступил статский советник агроном А. В. Верещагин, взявший обязательство соорудить его на частные средства. Первоначально работы финансировал крупный черноморский землевладелец Н. Н. Мамонтов. План и рисунки храма выполнял Московский архитектор Александр Каминский. 
Закладка церкви состоялась 26 мая 1874 года. Через четыре года было завершено возведение каменных стен церкви и трапезной с железной крышей. По разным обстоятельствам строительство храма затянулось на долгие годы, несмотря на помощь известного мецената Саввы Мамонтова, графа Феликса Сумарокова-Эльстона. 
25 октября 1890 года строительство завершено и 24 сентября 1891 года состоялось торжественное освящение собора.
К началу XX столетия вокруг храма формируется духовный центр. В состав приходских владений входили: церковно-приходская школа, церковно-приходский дом с хозяйственными постройками, часовня, садово-парковый комплекс с питомником растений. Весь комплекс носил неофициальное название Церковный квартал.

### Закрытие и восстановление
В 1929 году начинается кампания по закрытию собора. Уже в 1931 году храм был закрыт, а затем передан под склад, где он размещался до начала Великой Отечественной войны.
Храм был возвращён верующим в 1944 году без возмещения церковного имущества. В течение всей своей истории храм изменял свой внешний вид и внутренний облик. В послевоенный период здание перестраивалось, утратив черты строения А. С. Каминского.
В 1981 году здание собора поставлено под охрану государства как памятник культовой архитектуры.
В 1992—1994 годах собор был отреставрирован по проекту сочинского архитектора Фёдора Афуксениди, который вернул храму первоначальный архитектурный облик.

## Архитектура
Здание храма выполнено в форме четырёхконечного креста с вытянутой фасадной ветвью. Ветви креста здания перекрыты сводами, а центр — куполом. Длина здания — 25,6 метров, ширина — 17,1 метра, высота, включая крест на колокольне, — 34 метра. В 1993—1994 собор отреставрирован.

## Крестильный храм Иверской иконы Божией Матери
Рядом с собором был построен храмовый комплекс, включающий воскресную школу имени Святых Равноапостольных Кирилла и Мефодия и крестильню во имя Иверской Иконы Божией Матери (заложена 19 декабря 1995).

Собор Архангела Михаила
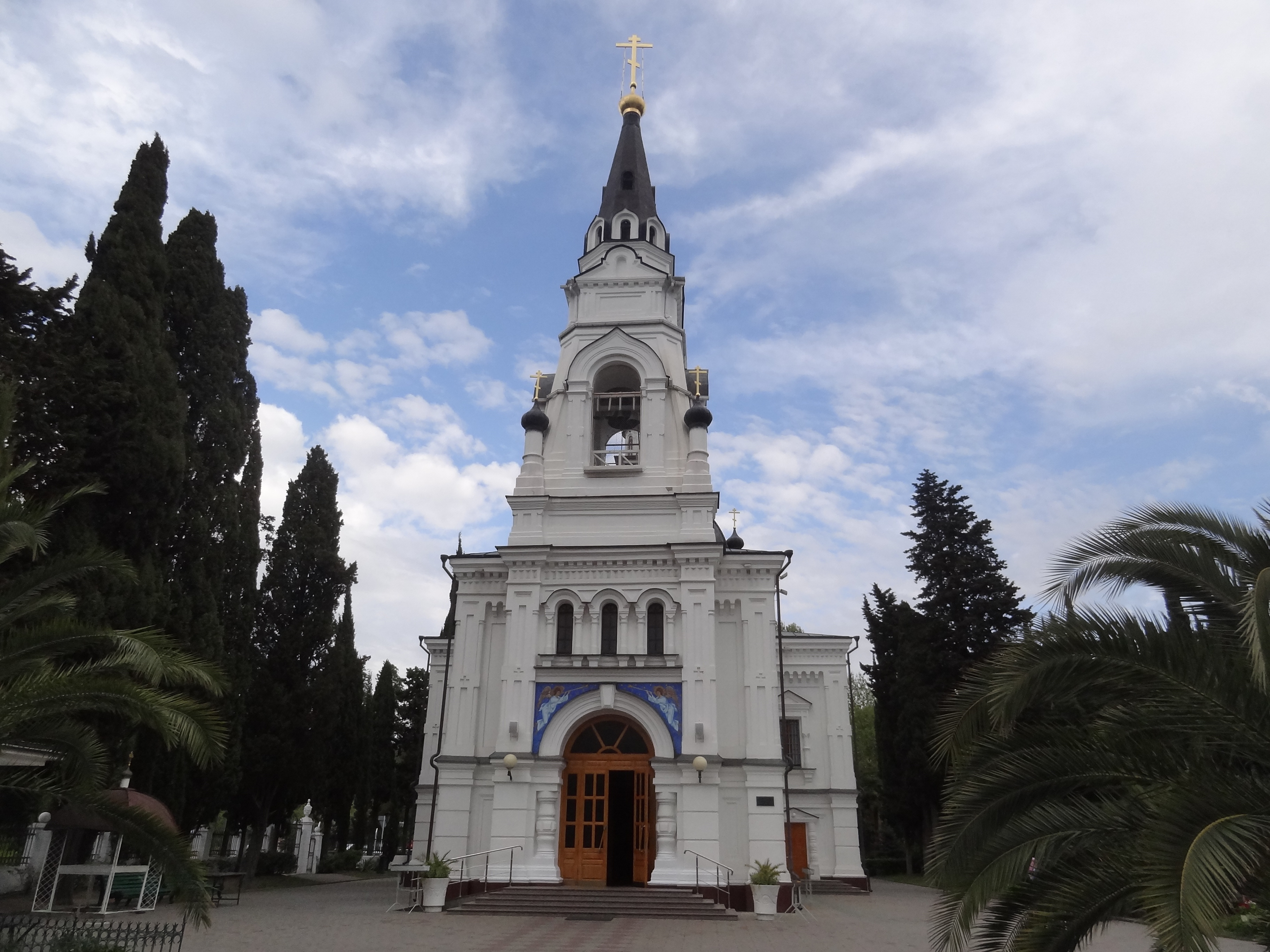
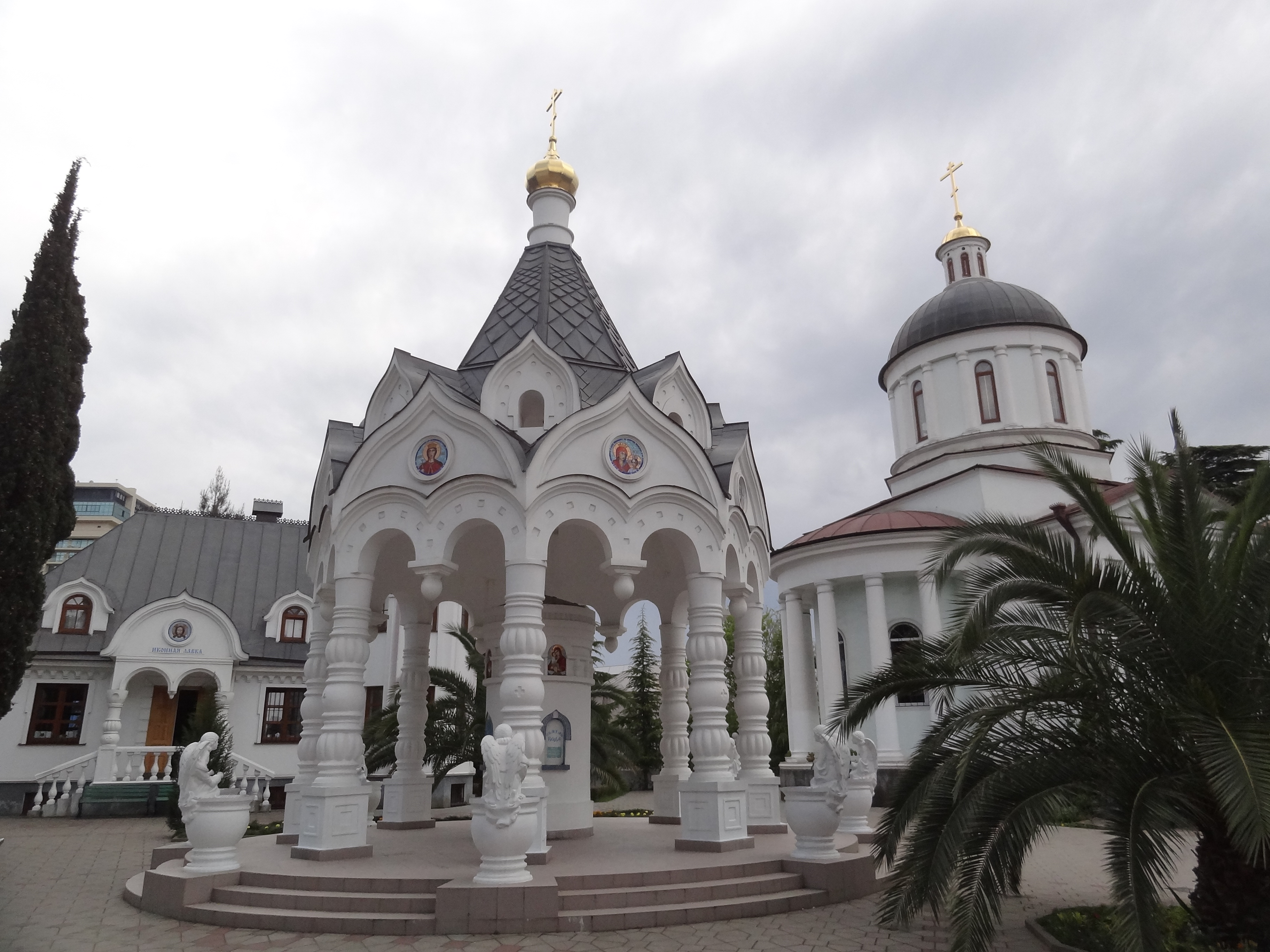
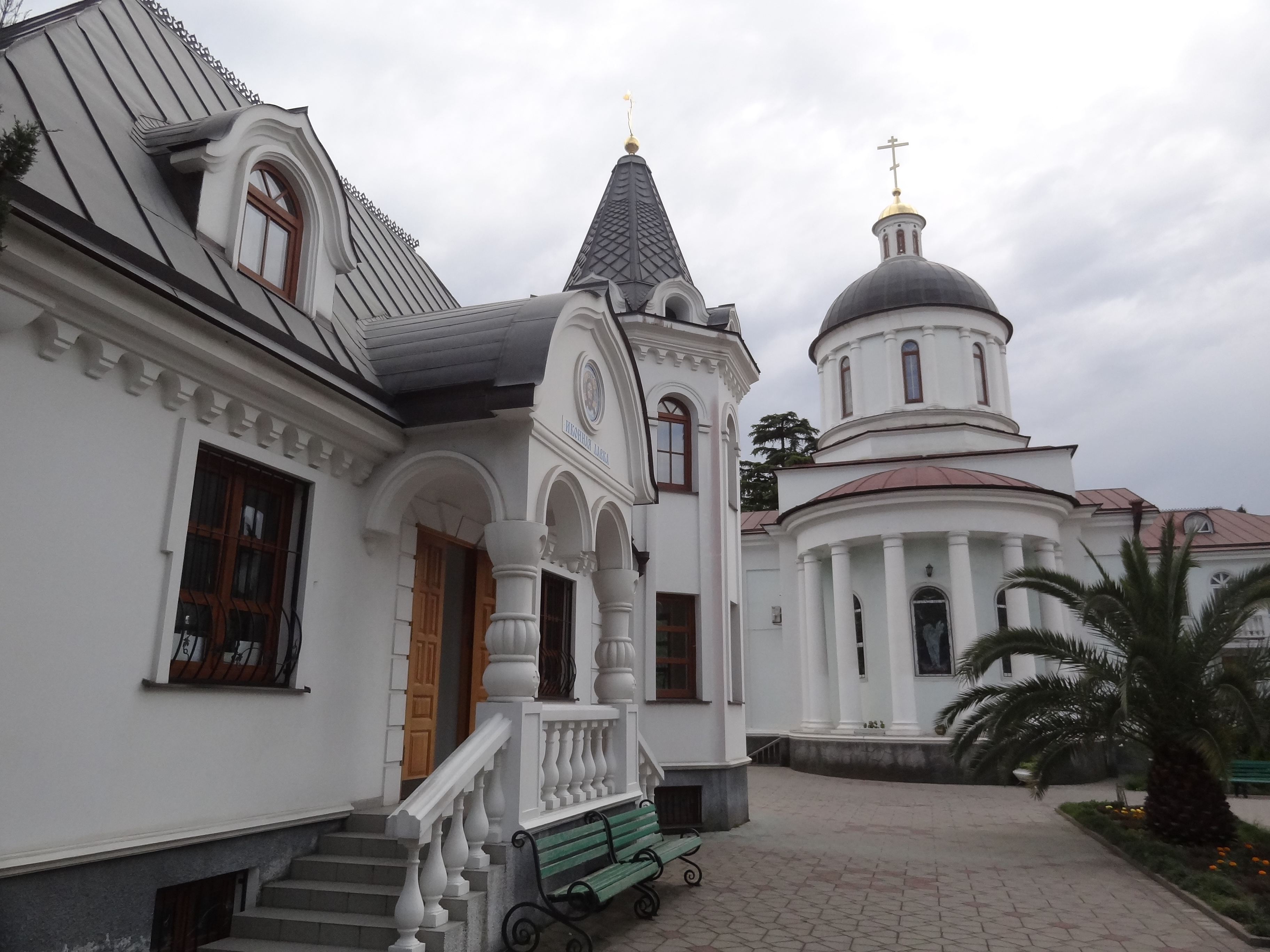
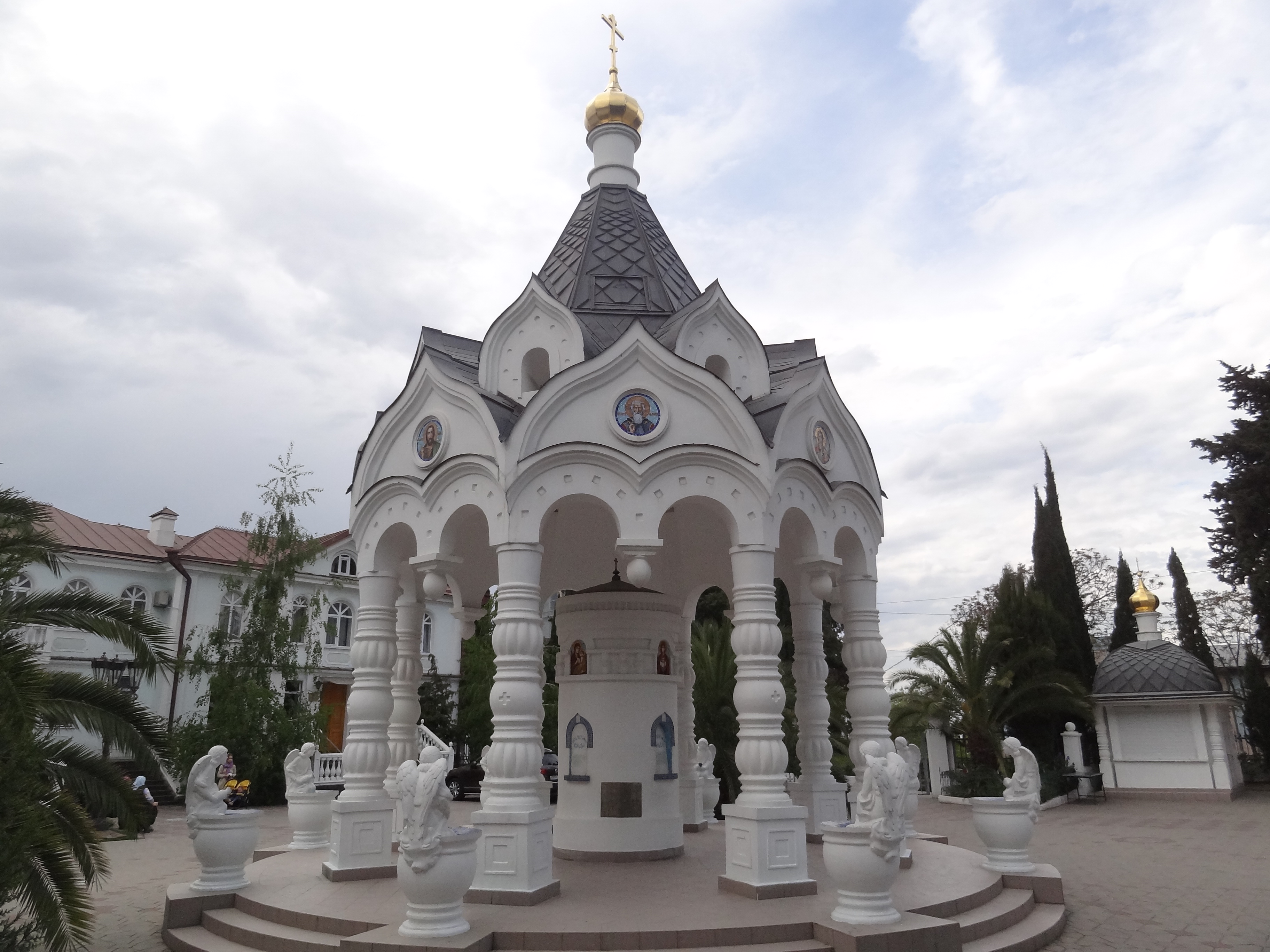
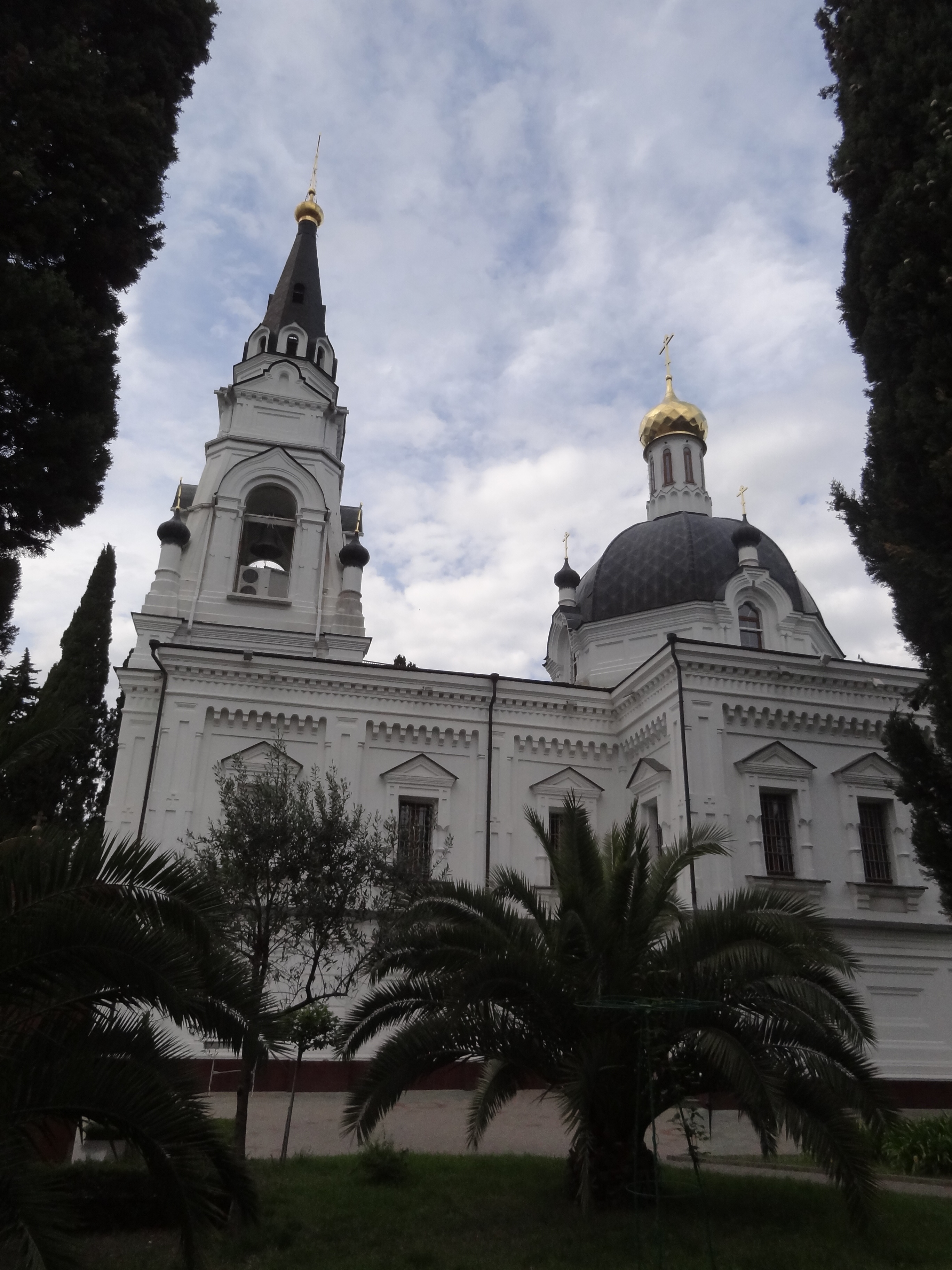
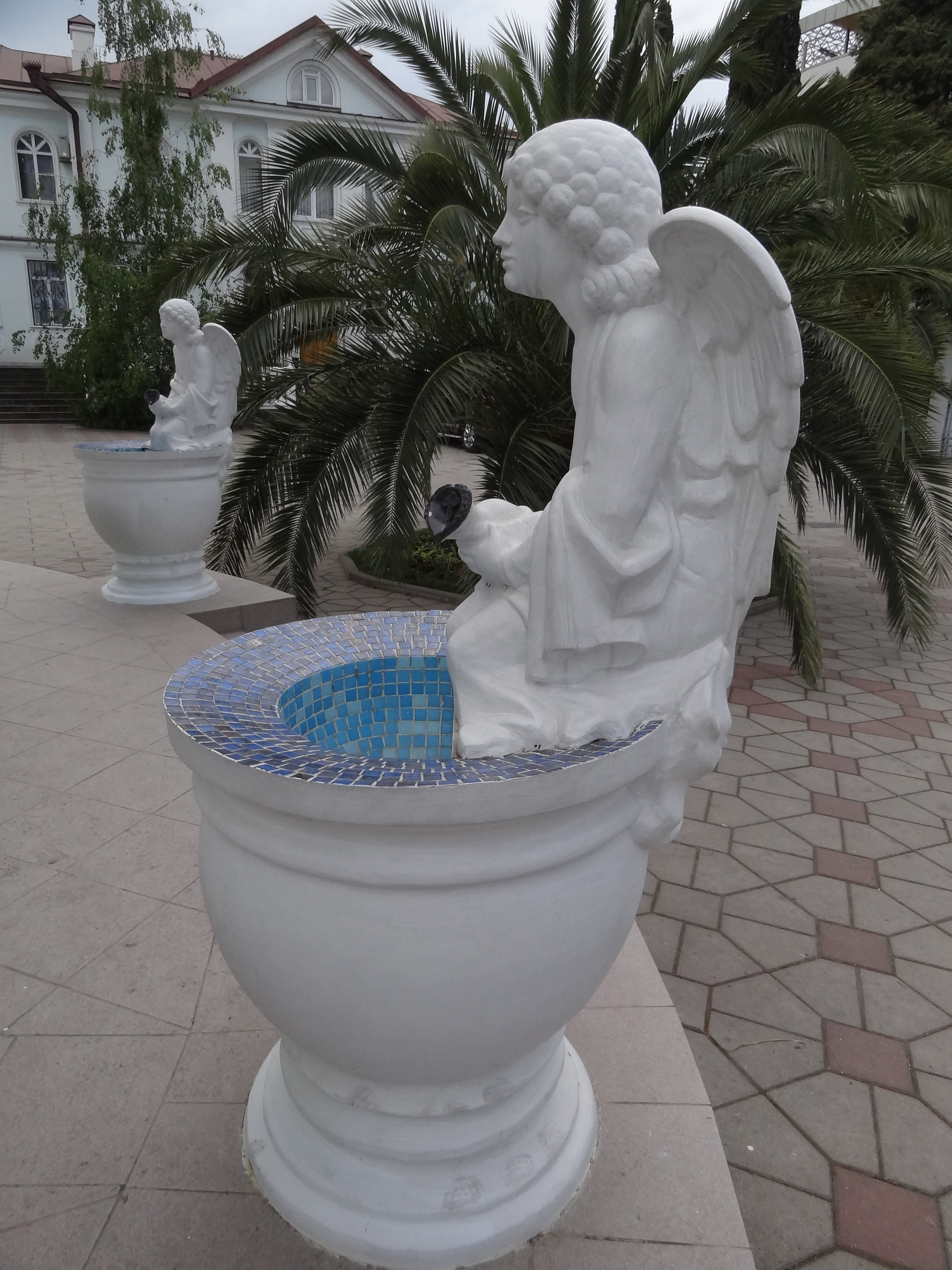